# Marina Lebiediewa
Marina Lebiediewa (kaz. Марина Петровна Лебедева; ur. 29 maja 1985 w Akköl) – kazachska biathlonistka, uczestniczka zimowych igrzysk olimpijskich w 2010. Reprezentantka kraju w zawodach Pucharu Świata oraz na mistrzostwach świata. Jej siostra Anna Lebiediewa również jest biathlonistką.
W 2005 po raz pierwszy wystąpiła w zawodach międzynarodowych. Na mistrzostwach świata juniorów w Kontiolahti zajmowała miejsca w piątej dziesiątce. 28 lutego 2007 r. zadebiutowała w zawodach Pucharu Świata, zajmując 60. miejsce w biegu indywidualnym. Podczas mistrzostw świata w 2008 w Östersund zajęła 17. miejsce w biegu sztafet mieszanych. Rok później pierwszy raz wzięła udział na mistrzostwach świata w konkurencji indywidualnej. Zajęła 79. miejsce w biegu indywidualnym w Pjongczangu. Od sezonu 2009/2010 zaczęła regularnie startować w zawodach PŚ, dzięki czemu zdobyła swoje pierwsze punkty, zajmując 15. miejsce w sprincie w Pokljuce. W lutym 2010r., Lebiediewa znalazła się w kadrze na Zimowe Igrzyska Olimpijskie w Vancouver. Wyjazd do Kanady, nie okazał się szczęśliwy dla Kazaszki, zajęła 71. miejsce w biegu indywidualnym oraz 58 w sprincie. W biegu pościgowym została zdublowana i musiała wycofać się z rywalizacji. Sezon 2009/2010 zakończyła na 68 miejscu w klasyfikacji generalnej Pucharu Świata. Podczas zawodów w Pokljuce w sezonie 2010/2011, zajęła szóste miejsce w biegu indywidualnym, tracąc do zwyciężczyni Tory Berger 2 min 3.1 s.

## Osiągnięcia

### Zimowe Igrzyska Olimpijskie
| 2010 Vancouver/Whistler (Kanada)   | 71. miejsce (IN), 58. miejsce (SP), LAP. miejsce (PU), 13. miejsce (RL) |
| 2014 Soczi/Krasnaja Polana (Rosja) | 72. miejsce (SP), 11. miejsce (RL)                                      |

### Mistrzostwa świata
| 2008 Östersund (Szwecja)             | 17. miejsce (RM) |
| 2009 P'yŏngch'ang (Korea Południowa) | 79. miejsce (IN) |
| 2010 Chanty-Mansyjsk (Rosja)         | 11. miejsce (RM) |

### Puchar Świata

#### Miejsca w klasyfikacji generalnej
| Sezon     | Miejsce |
| --------- | ------- |
| 2009/2010 | 68      |
| 2010/2011 | 39      |

### Mistrzostwa świata juniorów
| 2005 Kontiolahti (Finlandia) | 47. miejsce (IN), 44. miejsce (SP), 45. miejsce (PU) |

### Mistrzostwa Europy
| 2009 Ufa (Rosja) | 24. miejsce (IN), 26. miejsce (SP), 26. miejsce (PU) |